# Thrasychlora
Thrasychlora là một chi bướm đêm thuộc họ Geometridae.